# August Ludwig Vogel
August Ludwig Vogel (* 30. Juni 1812 in Ludwigsburg; † nach 1872) war ein württembergischer Verwaltungsbeamter.

## Leben
Der Sohn eines Stadtrats besuchte das Lyzeum seiner Heimatstadt Ludwigsburg und absolvierte anschließend eine Ausbildung als Schreiber bei einem Ludwigsburger Gerichtsnotar. Nach einer Tätigkeit als Gehilfe beim Oberamt Ludwigsburg legte er 1835 die niedere Dienstprüfung bei der Regierung des Neckarkreises ab. 1836 bestand er die höhere Dienstprüfung beim Ministerium des Innern. Vogel wurde 1836 Oberamtsaktuar beim Oberamt Schorndorf, 1844 Kanzleiassistent bei der Regierung des Jagstkreises in Ellwangen, 1846 Revisor bei der Regierung des Donaukreises in Ulm. Ab 1848 wurde er dort als Kollegialhilfsarbeiter verwendet. 1850 wurde er Oberamtmann des Oberamts Riedlingen, 1853 des Oberamts Brackenheim. 1872 trat er in den Ruhestand.

## Auszeichnungen
- Ritterkreuz 2. Klasse des Ordens der Württembergischen Krone (1872)